# Aleksandr Moskalenko
Aleksandr Nikolaïevitch Moskalenko (en russe : Александр Николаевич Москаленко) est un gymnaste trampoliniste russe, né le 4 novembre 1969 à Krasnodar.
Premier champion olympique de trampoline de l'histoire des Jeux à Sydney en 2000, il détient le record masculin du nombre de titres de champion du monde en trampoline individuel, avec 5 couronnes. Il avait décidé de prendre sa retraite après son troisième titre mondial en 1994 mais avait décidé de reprendre la compétition après la décision, en 1997, d'inclure sa discipline aux programmes des Jeux olympiques. Plutôt spécialiste du trampoline individuel, il a aussi gagné 4 titres mondiaux en synchronisé.

## Palmarès

### Jeux olympiques
- Sydney 2000
  -  médaille d'or en trampoline individuel

- Athènes 2004
  -  médaille d'argent en trampoline individuel

### Championnats du monde
- Essen 1990
  -  médaille d'or en trampoline individuel

- Auckland 1992
  -  médaille d'or en trampoline individuel
  -  médaille d'or en trampoline synchronisé

- Porto 1994
  -  médaille d'or en trampoline individuel
  -  médaille d'or en trampoline synchronisé

- Sun City 1999
  -  médaille d'or en trampoline individuel
  -  médaille d'or en trampoline synchronisé

- Odense 2001
  -  médaille d'or en trampoline individuel
  -  médaille d'or en trampoline synchronisé